# 翁达拉
翁达拉，是西班牙巴伦西亚自治区阿利坎特省的一个市镇。总面积10km2，总人口5511人（2001年），人口密度551人/km2。